# Laurence Olivier Award for Best Sound Design
Der Laurence Olivier Award for Best Sound Design (deutsch: Laurence Olivier Award für das beste Sounddesign) ist ein britischer Theater- und Musicalpreis, der erstmals 2004 vergeben wurde.

## Geschichte und Hintergrund
Die Laurence Olivier Awards werden seit 1976 jährlich in zahlreichen Kategorien von der Society of London Theatre vergeben. Sie gelten als höchste Auszeichnung im britischen Theater und sind vergleichbar mit den Tony Awards am amerikanischen Broadway. Ausgezeichnet werden herausragende Darsteller und Produktionen einer Theatersaison, die im Londoner West End zu sehen waren. Die Nominierten und Gewinner der Laurence Olivier Awards „werden jedes Jahr von einer Gruppe angesehener Theaterfachleute, Theaterkoryphäen und Mitgliedern des Publikums ausgewählt, die wegen ihrer Leidenschaft für das Londoner Theater“ bekannt sind. Eine der Preiskategorien ist der Laurence Olivier Award for Best Sound Design, der erstmals 2004 vergeben wurde.

## Gewinner und Nominierte
Die Übersicht der Gewinner und Nominierten listet pro Jahr die nominierten Sounddesigner und Produktionen. Der Gewinner eines Jahres ist grau unterlegt und fett angezeigt.

## 2004–2009
| Jahr                                           | Designer              | Produktion        |
| 2004                                           |                       |                   |
| ---------------------------------------------- | --------------------- | ----------------- |
| 2004                                           | Mike Walker           | Jerry Springer    |
| 2004                                           | Paul Arditti          | The Pillowman     |
| 2004                                           | Peter Hylenski        | Ragtime           |
| 2004                                           | Nick Lidster          | Pacific Overtures |
| 2005                                           |                       |                   |
| Mick Potter                                    | The Woman in White    |                   |
| Paul Arditti                                   | Festen                |                   |
| Adam Cork                                      | Suddenly, Last Summer |                   |
| 2006                                           |                       |                   |
| Paul Arditti                                   | Billy Elliot          |                   |
| Terry Jardine und Chris Full                   | Guys and Dolls        |                   |
| Christopher Shutt                              | Coram Boy             |                   |
| 2007                                           |                       |                   |
| Gareth Fry                                     | Waves                 |                   |
| Ian Dickinson                                  | Rock ’n’ Roll         |                   |
| Mic Pool                                       | The 39 Steps          |                   |
| 2008                                           |                       |                   |
| Paul Arditti                                   | Saint Joan            |                   |
| Simon Baker                                    | The Lord of the Rings |                   |
| Terry Jardine und Nick Lidster                 | Parade                |                   |
| Steve C. Kennedy                               | Hairspray             |                   |
| Christopher Shutt                              | War Horse             |                   |
| 2009                                           |                       |                   |
| Gareth Fry                                     | Black Watch           |                   |
| Simon Baker                                    | Brief Encounter       |                   |
| Steve Canyon Kennedy                           | Jersey Boys           |                   |
| Christopher Shutt, Max Ringham und Ben Ringham | Piaf                  |                   |

### 2010–2019
| Jahr                              | Designer                                          | Produktion |
| --------------------------------- | ------------------------------------------------- | ---------- |
| 2010                              |                                                   |            |
| Brian Ronan                       | Spring Awakening                                  |            |
| Andrew Bruce und Nick Lidster     | Mother Courage and Her Children                   |            |
| Ian Dickinson                     | Jerusalem                                         |            |
| Christopher Shutt                 | Every Good Boy Deserves Favour                    |            |
| 2011                              |                                                   |            |
| Adam Cork                         | King Lear                                         |            |
| Nick Manning                      | Ghost Stories                                     |            |
| Gareth Owen                       | End of the Rainbow                                |            |
| Craig Vear                        | The Railway Children                              |            |
| 2012                              |                                                   |            |
| Simon Baker                       | Matilda                                           |            |
| Bobby Aitken                      | Ghost                                             |            |
| Ben Ringham und Max Ringham       | The Ladykillers                                   |            |
| Underworld und Ed Clarke          | Frankenstein                                      |            |
| 2013                              |                                                   |            |
| Ian Dickinson und Adrian Sutton   | The Curious Incident of the Dog in the Night-Time |            |
| Paul Groothuis                    | Sweeney Todd: The Demon Barber of Fleet Street    |            |
| David McSeveney                   | Constellations                                    |            |
| Gareth Owen                       | Top Hat                                           |            |
| 2014                              |                                                   |            |
| Carolyn Downing                   | Chimerica                                         |            |
| Gareth Owen                       | Merrily We Roll Along                             |            |
| Simon Baker                       | The Light Princess                                |            |
| Clive Goodwin                     | Once                                              |            |
| 2015                              |                                                   |            |
| Gareth Owen                       | Memphis                                           |            |
| Tom Gibbons                       | A View from the Bridge                            |            |
| Matt McKenzie                     | Sunny Afternoon                                   |            |
| Brian Ronan                       | Beautiful                                         |            |
| 2016                              |                                                   |            |
| Tom Gibbons                       | People, Places and Things                         |            |
| George Dennis                     | The Homecoming                                    |            |
| Christopher Shutt                 | The Father                                        |            |
| Christopher Shutt                 | Hamlet                                            |            |
| 2017                              |                                                   |            |
| Gareth Fry                        | Harry Potter and the Cursed Child                 |            |
| Paul Arditti                      | Amadeus                                           |            |
| Adam Cork                         | Travesties                                        |            |
| Nick Lidster                      | Jesus Christ Superstar                            |            |
| 2018                              |                                                   |            |
| Nevin Steinberg                   | Hamilton                                          |            |
| Tom Gibbons                       | Hamlet                                            |            |
| Gareth Owen                       | Bat Out of Hell                                   |            |
| Eric Sleichim                     | Network                                           |            |
| 2019                              |                                                   |            |
| Gareth Owen                       | Come from Away                                    |            |
| Paul Arditti und Christopher Reid | The Inheritance                                   |            |
| Mike Beer                         | A Monster Calls                                   |            |
| Carolyn Downing                   | Summer and Smoke                                  |            |
| Nick Powell                       | The Lehman Trilogy                                |            |

### Seit 2020
| Jahr                        | Designer                          | Produktion         |
| 2020                        |                                   |                    |
| --------------------------- | --------------------------------- | ------------------ |
| 2020                        | Emma Laxton                       | Emilia             |
| 2020                        | Gregory Clarke                    | Rosmersholm        |
| 2020                        | Ben Ringham and Max Ringham       | Anna               |
| 2020                        | Ben Ringham and Max Ringham       | Cyrano de Bergerac |
| 2021/2022                   |                                   |                    |
| Nick Lidster                | Cabaret                           |                    |
| Carolyn Downing             | Life of Pi                        |                    |
| Ian Dickinson               | 2:22 A Ghost Story                |                    |
| Gareth Owen                 | Back to the Future: The Musical   |                    |
| 2023                        |                                   |                    |
| Tony Gayle                  | My Neighbour Totoro               |                    |
| Bobby Aitken                | Standing at the Sky’s Edge        |                    |
| Drew Levy                   | Oklahoma                          |                    |
| Ben Ringham und Max Ringham | Prima Facie                       |                    |
| 2024                        |                                   |                    |
| Adam Fisher                 | Sunset Boulevard                  |                    |
| Paul Arditti                | Stranger Things: The First Shadow |                    |
| Dan Balfour und Tom Gibbons | Dear England                      |                    |
| Gareth Fry                  | Macbeth                           |                    |